# Championnat d'Arabie saoudite de football 1976-1977
Navigation
Édition précédente Saison suivante
La saison 1976-1977 du Championnat d'Arabie saoudite de football est la première édition du championnat de première division en Arabie saoudite. La Premier League regroupe les 8 meilleurs clubs du pays au sein d'une poule unique où ils s'affrontent deux fois au cours de la saison, à domicile et à l'extérieur. À la fin de la compétition, le dernier du classement est relégué et remplacé par les trois meilleurs clubs de deuxième division, afin de faire passer le championnat de 8 à 10 clubs.
C'est le club d'Al-Hilal FC qui remporte le championnat en terminant en tête du classement final, avec deux points d'avance sur Al Nasr Riyad et quatre sur un duo composé d'Al Ahli et d'Al Ittihad. C'est donc le premier titre de champion d'Arabie saoudite de l'histoire du club.

## Les clubs participants
| - Al Nasr Riyad - Al-Hilal FC - Al Ahli - Al Ittihad - Al Wehda - Al Qadisiya Al Khubar - Al-Shabab Riyad - Al Riyad SC |

## Compétition

### Classement
Seul le total de points des équipes est connu. Le barème utilisé pour établir le classement est le suivant :
- Victoire : 2 points
- Match nul : 1 point
- Défaite : 0 point

| Rang | Équipe                | Pts | J  | G | N | P | Bp | Bc | Diff |
| ---- | --------------------- | --- | -- | - | - | - | -- | -- | ---- |
| 1    | Al-Hilal FC           | 20  | 14 |   |   |   |    |    |      |
| 2    | Al Nasr Riyad         | 18  | 14 |   |   |   |    |    |      |
| 3    | Al Ahli               | 16  | 14 |   |   |   |    |    |      |
| 4    | Al Ittihad            | 16  | 14 |   |   |   |    |    |      |
| 5    | Al Wehda              | 14  | 14 |   |   |   |    |    |      |
| 6    | Al Qadisiya Al Khubar | 13  | 14 |   |   |   |    |    |      |
| 7    | Al-Shabab Riyad       | 10  | 14 |   |   |   |    |    |      |
| 8    | Al Riyad SC           | 7   | 14 |   |   |   |    |    |      |

|  | Champion d'Arabie saoudite 1976-1977    |
|  | Relégation directe en deuxième division |

## Bilan de la saison
| Championnat d'Arabie saoudite de football 1976-1977                        |                         |
| Champion                                                                   | Al-Hilal FC (1er titre) |
| Coupes et trophées                                                         |                         |
| Vainqueur de la Coupe d'Arabie saoudite 1976-1977                          | Non disputée            |
| Promotions et relégations                                                  |                         |
| Promus en Premier League                                                   | Ohud Médine             |
| Promus en Premier League                                                   | Ettifaq FC              |
| Promus en Premier League                                                   | Al-Nahda                |
| Relégués en Championnat d'Arabie saoudite de football de deuxième division | Al Riyad SC             |